# Római légiók listája

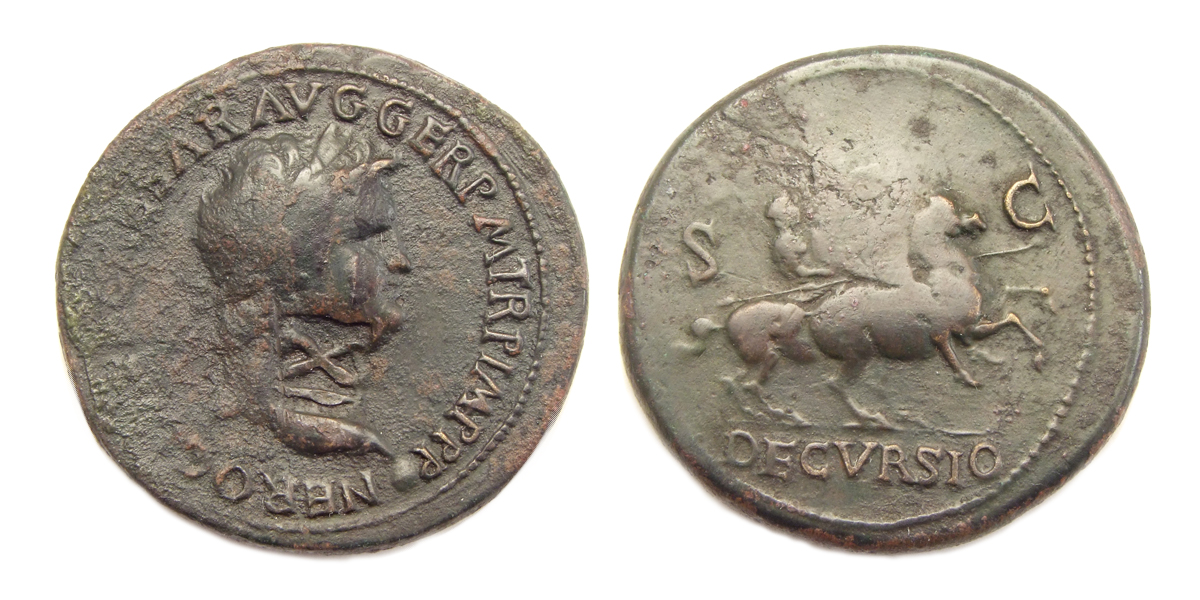
Nero pénze a Legio X Gemina „X” jelével lebélyegezve

Az alábbi lista a római légiókat tartalmazza, elsősorban a principátus (i. e. 27 – i. sz. 284) korából, ahonnan elegendő irodalmi és régészeti információforrás áll rendelkezésre.
Amikor Augustus i. e. 31-ben egyeduralkodóvá vált, feloszlatta az akkor létező mintegy 50 légió felét. A megmaradt 28 képezte a korai császárkor katonai erejének alapját; legtöbbjük legalább 300 éven át fennállt. Augustus és utódai a légiókat állandó egységekké alakították át, amelyekben 25 éves szerződést vállaló legionáriusok szolgáltak.
A dominátus korában (284–476) a légiók továbbra is professzionális, zsoldos katonákból álltak, de viszonyaik a kora császárkorhoz képest kevéssé ismertek. Annyi bizonyos, hogy mind méretükben, felépítésükben, mind taktikai szerepükben jelentősen eltértek a korábbi alakulatoktól, bár sok esetben megtartották azok nevét.
A légiókat római számokkal számozták, de a korabeli írásmód néha eltért a ma ismert változattól. Például a IV helyett írhattak IIII-et, a IX helyett VIIII-et, XVIII helyett XIIX-et, stb.

## Késő köztársaságkori légiók
Az i. e. 107-es mariusi reformokig a Római Köztársaság légióit akkor állították fel, amikor szükség volt rájuk és a polgárjogú (és megfelelő vagyonnal bíró) lakosok kötelező katonai szolgálata alapján töltötték fel őket. Felállításukat általában a szenátus rendelte el, majd ha nem volt rájuk szükség, feloszlatták őket.
Caius Marius reformjai során állandó hadtesteket hoztak létre, amelyek több évig, vagy akár évtizedig is azonos formában szolgáltak; erre azért volt szükség, mert a távoli meghódított területek rendjének fenntartására az ideiglenes légiók már nem voltak alkalmasak. A légiósokat önkéntes alapon minimum hat évre toborozták és állandó fizetést biztosítottak a számukra. Marius egyúttal megszüntette a vagyonkorlátot is, így a légiók ettől fogva főleg szegény polgárokból álltak, akiket a biztos jövedelem és a szolgálat után adott földbirtok vonzott a katonasághoz.
A köztársaság utolsó évszázadában a határmenti provinciák proconsuljainak kezében jelentős hatalom koncentrálódott aminek fő forrása a parancsaikat követő állandó légiók voltak. A főhatalomért folytatott vetélkedésük aztán polgárháborúkhoz vezetett.Sulla, Caesar, Pompeius, Crassus, Marcus Antonius és Octavianus (később Augustus) már a szenátus hozzájárulása nélkül, maguk toboroztak új légiókat, sok esetben saját személyes vagyonukat felhasználva. A háborúk veszteseinek légiót feloszlatták. Amikor i. e. 31-ben Augustus véglegesen megszerezte a hatalmat, több mint 50 légió létezett, amelyeknek kb. a felét megszüntette.
Az alábbi légiók ebben a korszakban harcoltak és valamiért hírnevet szereztek maguknak. Többségüket Julius Caesar állította fel és aztán Augustus hadseregében folytatták működésüket; néhányat pedig Marcus Antonius hozott létre.
- Legio I Germanica (germániai): i. e. 48 – i. sz. 70 (batavus felkelés), Caesar
- Legio II Sabina (szabin): i. e. 43 – kb. i. sz. 9, a Legio II Augusta előző neve
- Legio III Cyrenaica (kirenaikai): kb. i. e. 36 – i. sz. 5. század, Marcus Antonius
- Legio III Gallica (galliai): kb. i. e. 49 – 4. sz. eleje, Caesar (jelvénye bika)
- Legio IV Macedonica (macedóniai): i. e. 48 – i. sz. 70 (Vespasianus feloszlatta), Caesar (jelvénye bika és kecskebak)
- Legio IV Scythica (szkítiai): kb. i. e. 42 – kora 5. század, Marcus Antonius (jelvénye bak)
- Legio V Alaudae (pacsirták): i. e. 52 – i. sz. 86 (megsemmisült Domitianus dákok elleni háborújában), Caesar (jelvénye elefánt)
- Legio VI Ferrata (vasas): i. e. 52 – i. sz. 250, Caesar (jelvénye bika, farkas, Romulus és Remus); a Legio VI Victrix ikerlégiója
- Legio VI Victrix (győzedelmes): i. e. 41 – i. sz. 402, Augustus (jelvénye bika)
- Legio VII Claudia Pia Fidelis (Claudiushoz hűséges): i. e. 51 – i. e. 44, Caesar
- Legio VIII Augusta: i. e. 59 – i. e. 48, Caesar, Augustus feloszlatta, majd újjáalapította
- Legio IX Hispana Triumphalis (diadalmas): i. e. 59 – i. e. 48, Caesar, Augustus feloszlatta, majd újjáalapította Legio IX Hispana néven
- Legio X Fretensis (tengerszorosi), más néven X Equestris (lovas): i. e. 58 előtt – i. e. 45, Caesar személyes légiója
- Legio X Equestris (lovas), Augustus alapította i. e. 41/40-ben
- Legio XI: i. e. 58 – i. e. 45, Caesar (jelvénye Neptunus)
- Legio XII Victrix (győztes): i. e. 57–45, Caesar
- Legio XII Fulminata (villámos): Marcus Antonius alatt Legio XII Antiqua (régi)
- Legio XIII Gemina (iker): i. e. 57 – i. e. 45: Caesar, 41-ben Augustus újraalapította
- Legio XIV Gemina (iker): i. e. 57 – i. e. 48: Caesar, 53-ban megsemmisült és újraszerveződött, Augustus 41-ben újraalapította
- Legio XVIII Lybica (líbiai): i. e. 31-ben megszűnt, Marcus Antonius
- Legio XXX Classica (hajós): i. e. 48 – i. e. 41, Caesar

## Kora császárkori légiók
| Száma és neve | Fő tábora                   | Jelvény       | Alapítás                 | Megszűnés | Állomáshelyei                                                                     | Megjegyzés                                                 |
| ------------- | --------------------------- | ------------- | ------------------------ | --------- | --------------------------------------------------------------------------------- | ---------------------------------------------------------- |
| I Adiutrix    | Szőny, Magyarország         | kecskebak     | 68 Nero                  | 444       | 70–86 Moguntiacum (Germania Superior); 86 – 5. század közepe Brigetio* (Pannonia) | „I. kisegítő légió”. Eredetileg I classica (hajós)         |
| I Germanica   | Bonn, Németország           | bika          | i. e. 48 Caesar          | 70        | i. e. 16-ig Hispania; i. e. 5 – i. sz 70 Bonna (Germania Inferior)                | a batavus felkelésben mutatott árulása miatt feloszlatták  |
| I Italica     | Szvistov, Bulgária          | vadkan        | 66 Nero                  | 400 után  | 70 – kora 5. század Novae* (Moesia Inferior)                                      | a leállított kaukázusi háború céljaira hozták létre        |
| I Macriana    |                             |               | 68 Macer                 | 69        | Lucius Clodius Macer africai helytartó állította fel, amikor fellázadt Nero ellen | „I. felszabadító légió”. Galba oszlatta fel                |
| I Minervia    | Bonn, Németország           | Minerva       | 82 Domitianus            | 300 után  | 82 – 4. század Bonna (Germania Inferior)                                          | „1. Minerva-tisztelő légió”                                |
| I Parthica    | Szindzsár, Irak             | kentaur       | 197 S. Severus           | 400 után  | 197 – kora 5. század Nisibis* (Syria)                                             | Severus császár állíttatta fel pártus hadjárata számára    |
| II Adiutrix   | Budapest, Magyarország      | kecskebak     | 70 Vespasianus           | 269 után  | 70–87 Britannia; 87–106 Moesia Superior; 106–269 Aquincum (Pannonia)              | „2. kisegítő légió” korábban hajós légió                   |
| II Augusta    | Caerleon, Wales             | kecskebak     | i. e. 9 előtt Augustus   | 300 után  | i. sz. 9-ig Hispania; 43–74 Britannia; 74–255 Isca Augusta (Britannia)            | i. sz. 60-ban a parancs ellenére nem vonult Boudica ellen  |
| II Italica    | Enns, Ausztria              | nőstényfarkas | 165 M Aurelius           | 400 után  | 180 – kb. 400 Lauriacum* (Noricum)                                                | jelvénye a nőstényfarkast szopó Romulus és Remus           |
| II Parthica   | Albano Laziale, Olaszország | kentaur       | 197 S. Severus           | 350 után  | 197–218 Castra Albana* (Italia); 218–34 Syria; 238 – kb. 300 Albana               | a 4. században a syriai Bezabde erődjében                  |
| II Traiana    | Alexandria, Egyiptom        | Hercules      | 105 Traianus             | 400 után  | 125 – 5. század Nikopolisz)* (Aegyptus)                                           | „Traianaus erős 2. légiója”                                |
| III Augusta   | Batna, Algéria              | pegazus       | i. e. 43 Augustus        | 350 után  | i. sz 20-ig Africa; 20–75 Ammaedara 74 – 350 után Lambaesis (Mauretania)          | a mauri háborúban tanúsított gyávasága miatt megtizedelték |
| III Cyrenaica | Boszra, Szíria              |               | i. e. 36 Marcus Antonius | 400 után  | i. sz. 35-ig Théba 35–125 Alexandria; 125 – 5. század Bostra (Arabia Petreae)     | „3. kürenaikai”                                            |
| III Gallica   | Abila, Jordánia             | két bika      | i. e. 49 Caesar          | 300 után  | i. e. 31 – 4. század Raphana, (Syria)                                             | „3. galliai”                                               |
| III Italica   | Regensburg, Németország     | gólya         | 165 M. Aurelius          | 300 után  | 165 – 4. század Castra Regina (Raetia)                                            | a markomann háború céljára alapították                     |
| III Parthica  | Rasz el-Ajn, Szíria         | bika          | 197 S. Severus           | 400 után  | 197 – 4. század Resaena (Syria)                                                   | Severus 197-es pártus hadjáratára állították fel           |

| Száma és neve   | Fő tábora                 | Jelvény       | Alapítás                 | Megszűnés | Állomáshelyei | Megjegyzés                                                                                |
| --------------- | ------------------------- | ------------- | ------------------------ | --------- | --- | ----------------------------------------------------------------------------------------- |
| IV Flavia Felix | Belgrád, Szerbia          | oroszlán      | 70 Vespasianus           | 400 előtt | 86 – 4. század Singidunum (Moesia Superior) | „Vespasianus szerencsés 4. légiója” a IV Macedonicából átszervezve                        |
| IV Macedonica   | Mainz, Németország        | bika          | i. e. 48 Caesar          | 70        | i. sz. 43-ig Hispania; 43–70 Moguntiacum (Germania Superior) | a batavi-felkelés megszüntették                                                           |
| IV Scythica     | Gaziantep, Törökország    | kecskebak     | i. e. 42 Marcus Antonius | 400 után  | i. sz. 58-ig Moesia Superior; 68 – 5. század Zeugma (Syria) | 4. szkítiai                                                                               |
| V Alaudae       | Xanten, Németország       | elefánt       | i. e. 52 Caesar          | 87        | i. e. 19-ig Hispania; kb. i. e. 10–70 Castra Vetera* (Germania Inferior)                                                                                          | „pacsirták”. A dákok megsemmisítették                                                     |
| V Macedonica    | Torda, Románia            | sas           | i. e. 43 Augustus        | 500 után  | 6–101 Oescus, 107–61 Troesmis (Moesia Inferior); 166–274 Potaissa (Dacia)                                                                                         | „5. macedóniai”                                                                           |
| VI Ferrata      | Galilea, Izrael           | nőstényfarkas | i. e. 58 Caesar          | 250 után  | 71-ig Raphana (Syria); 135 – 250 után Caparcotna (Iudaea) | „6. vasas légió”. A 260-as edesszai csatában megsemmisült                                 |
| VI Hispana      |                           |               | 212 után                 | 250 után  | ismeretlen | csak egy forrás utal rá. A 251-es abritusi csatában megsemmisült                          |
| VI Victrix      | York, Anglia              | bika          | i. e. 41 Augustus        | 400. u.   | 70-ig León (Hispania); 71–122 Germania Inferior; 122 – kb. 400 Eburacum (Britannia)                                                                               | „győzedelmes 6. légió”, ők építették a Hadrianus-falat                                    |
| VII Claudia     | Kostolac, Szerbia         | bika          | i. e. 58 Caesar          | kb. 400   | i. sz. 9-ig Galatia; 9–58 Dalmatia; 58 – kb. 400 Viminacium (Moesia Superior)                                                                                     | „Claudius 7. légiója”                                                                     |
| VII Gemina      | León, Spanyolország       |               | 68 Galba                 | kb. 400   | 75-kb. 400 Castra Legionis (Hispania) | Galba alapította Rómába vonulásakor                                                       |
| VIII Augusta    | Strasbourg, Franciaország | bika          | i. e. 59 Caesar          | 371 után  | i. sz. 45–69 Novae (Moesia Inferior); 69–86 Mirebeau-sur-Bèze Germania Superior; 86 – 371 után Argentorate Germania Superior                                      | „Augustus 8. légiója”                                                                     |
| IX Hispana      | York, Anglia              | bika          | i. e. 41, Augustus       | 132? 161? | i. e. 13-ig Hispania; 9–43 Pannonia?; 71–121 Eburacum Britannia; 121–130 Nijmegen Germania Inferior?                                                              | „9. hispániai légió” 120 után eltűnt, talán a zsidó vagy a pártus háborúban semmisült meg |
| X Fretensis     | Jeruzsálem                | vadkan        | i. e. 40, Augustus       | 400 után  | i. e. 25-ig Júdea; i. e. 25 – i. sz. 66 Syria; 73 – 400 után Jeruzsálem                                                                                           | „10. tengerszorosi légió”, lásd naulochusi csata                                          |
| X Gemina        | Bécs, Ausztria            | bika          | i. e. 42 Lepidus         | 400 után  | i. e. 30 – i. sz. 63 Petavonium (Hispania); 63–68 Carnuntum (Pannonia); Petavonium 68–71; 71–103 Noviomagus Germania Inferior; 103 – kb. 400 Vindobona (Pannonia) | eredetileg Caesar 10. lovaslégiója (Legio X Equestris)                                    |
| XI Claudia      | Szilisztra, Bulgária      | Neptunusz     | i. e. 42, Augustus       | 400 után  | 71-ig Dalmatia; 71–104 Vindonissa (Raetia); 104 – kb. 400 Durostorum (Moesia Inferior)                                                                            | „Claudius 11. légiója”                                                                    |
| XII Fulminata   | Malatya, Törökország      | villám        | i. e. 43 Lepidus         | 400 után  | i. sz 14-ig Aegyptus; 14–71 Raphana (Syria); 71 – kb. 400 Melitene (Cappadocia)                                                                                   | „villámos légió”                                                                          |

| Száma és neve      | Fő tábora              | Jelvény   | Alapítás           | Megszűnés | Állomáshelyei | Megjegyzés                                                                                |
| ------------------ | ---------------------- | --------- | ------------------ | --------- | --- | ----------------------------------------------------------------------------------------- |
| XIII Gemina        | Gyulafehérvár, Románia | oroszlán  | i. e. 57 Caesar    | 400 után  | 45–106 Poetovio (Pannonia) 106–270 Apulum (Dacia) 270–400 (Moesia Inferior) | „13. ikerlégió”. I. e. 49-ben Caesarral együtt kelt át a Rubiconon                        |
| XIV Gemina         | Petronell, Ausztria    | kecskebak | i. e. 57 Caesar    | 400. után | 9–43 Germania Superior; 43–70 Britannia; 70–92 Germania Superior; 106 – kb. 400 Carnuntum (Pannonia)                                                                              | 60-ban legyőzte a Boudica vezette briton felkelőket                                       |
| XV Apollinaris     | Saddagh, Törökország   | Apollo    | i. e. 41 Augustus  | 400. u.   | 14–62 Carnuntum (Pannonia); 62–73 Syria, 71–115 Carnuntum; 115 – kb. 400 Satala (Cappadocia)                                                                                      | „Apolló-tisztelő 15. légió”. Harcolt az első zsidó háborúban                              |
| XV Primigenia      | Xanten, Németország    | Fortuna   | 39 Caligula        | 70        | 39–43 Moguntiacum (Germania Superior); 43–70 Castra Vetera* (Germania Inferior)                                                                                                   | megsemmisült a batavi-felkelés során                                                      |
| XVI Flavia Firma   | Samsat, Törökország    | oroszlán  | 70 Vespasianus     | 300 után  | 70-117 Satala (Cappadocia); 117 – 300 után Samosata (Syria) | „Vespasianus szilárd 16. légiója”. A XVI Gallica utódja                                   |
| XVI Gallica        | Mainz, Németország     | oroszlán  | i. e. 41 Augustus  | 70        | i. sz. 43-ig Moguntiacum (Germania Superior); 43–70 Novaesium (Germania Inferior)                                                                                                 | a batavus felkelés után árulás miatt feloszlatták                                         |
| XVII               | Xanten, Németország    |           | i. e. 41, Augustus | i. sz. 9  | i. e. 15-ig Aquitania?; i. e. 15 – i. sz. 9D Castra Vetera (Germania Inferior) | megsemmisült a Teutoburgi erdőben. Sasát elvesztette, nem szervezték újjá                 |
| XVIII              | Xanten, Németország    |           | i. e. 41, Augustus | i. sz. 9  | i. e. 15-ig Aquitania?; i. e. 15 – i. sz. 9D Castra Vetera (Germania Inferior) | megsemmisült a Teutoburgi erdőben. Sasát elvesztette, nem szervezték újjá                 |
| XIX                | Xanten, Németország    |           | i. e. 41, Augustus | i. sz. 9  | i. e. 15 – i. sz. 9 (Germania Inferior) | megsemmisült a Teutoburgi erdőben. Sasát elvesztette, nem szervezték újjá                 |
| XX Valeria Victrix | Chester, Anglia        | vadkan    | i. e. 31, Augustus | 250 után  | i. sz. 9-ig Dalmatia; 9–43 Oppidum Ubiorum (Germania Inferior); 43–55 Camulodunum* (Britannia); 55–66 Burrium (Britannia); 66–75 Viroconium (Britannia); 75–250+ Deva (Britannia) | „Valerius 20. győztes légiója”                                                            |
| XXI Rapax          | Windisch, Svájc        | kecskebak | i. e. 31, Augustus | 92        | 9–43 Germania Inferior; 43–70 Vindonissa (Raetia); 70–89 Germania Inferior; 89–92 Pannonia                                                                                        | „21. ragadozó légió”. A roxolánok megsemmisítették                                        |
| XXII Deiotariana   | Alexandria, Egyiptom   |           | i. e. 48           | 132? 161? | i. e. 8-ig Gallia; i. e. 8 – 123 után Alexandria (Aegyptus) | „Deiotarus (galatiai király) 22. légiója”. Zsidó felkelők vagy pártusok semmisítették meg |
| XXII Primigenia    | Mainz, Németország     | Hercules  | 39, Caligula       | 300 után  | 39 – kb. 300 Moguntiacum (Germania Superior) | Caligula germán hadjáratához állították fel                                               |
| XXX Ulpia Victrix  | Xanten, Németország    | Jupiter   | 105, Traianus      | 400 után  | 105–122 Dacia; 122 – kb.400 Castra Vetera (Germania Inferior) | „Traianus győztes 30. légiója”                                                            |

- Száma és neve

A légiók számozása némileg zavaros, mert ugyanaz a szám több egységhez is tartozhatott. Augustus az általa alapított légiókat I-től számozta, de az elődeitől örökölt számokat nem mindig változtatta meg. Sok – de nem mindegyik – császár szintén I-el kezdve adott számot az általa létrehozott légióknak. Vespasianus viszont megtartotta a régi számokat még abban az esetben amikor a régi egységet feloszlatta és katonáiból újat hozott létre. Traianus a XXX-as számot adta az általa alapított első légiónak (mert akkor 29 másik létezett), de a másodiknak már a II-t. A teutoburgi erdőben megsemmisített XVII., XVIII. és XIX. légiók számát a későbbiekben soha nem használták újra. Ezeknek a neve sem maradt fenn, vagyis feltehetően szándékosan felejtették el őket. A kaotikus számozás miatt a légiókat számuk és nevük alapján azonosították.
A név is változhatott, ha kitüntették magukat, a császár új nevet adhatott nekik: pl a XII Fulminata viselte a paterna (atyai), victrix (győzedelmes), antiqua (ősi), certa constans (bizonyosan megbízható) and Galliena (Gallienusé ') elnevezéseket is. A Pia fidelis (lojális és hűséges), fidelis constans és hasonló, megbízhatóságot sugalló melléknevet több légiónak is adományoztak, volt amelyiknek többször is. A fenti táblázatban a legtöbbet használt, legismertebb elnevezés van feltüntetve.
A földrajzi hivatkozás két dologra utalhatott:
(a) a légió származási helyére, pl. Italica = Itáliából

(b) az az ország, ahol a légió kitüntette magát, pl.Parthica = győzött a pártusok ellen
Egyes légiók megkapták az alapító császár nemzetségnevét (Augusta, Flavia), de különleges kegyként is kaphatták az uralkodótól.
- Fő tábora

Az a tábor (castrum), ahol az egység a legtöbb időt töltötte, sok esetben más légióval közösen.
- Jelvény

A légióknak sok esetben egynél több jelvényük volt egyszerre, vagy idővel változhatott. Caesar légiói többnyire a bikát választották jelvényül, Augustuséi a kecskebakot

## Késő császárkori légiók

A Ioviani seniores palatinus légió pajzsa (a Notitia Dignitatum szerint)

Diocletianus átszervezte a római hadsereget. Mivel a birodalmat északi és keleti határain folyamatosan veszély fenyegette a germán törzsek és a perzsák részéről, létrehozta a gyengébb kiképzésű és felszerelésű határvédő limitanei alakulatokat, amelyek a limest védték a kisebb betörések ellen. A többi, elit légió mobilis maradt, őket ott vetették be, ahol szükség volt rájuk. Utóbbiakat további csoportokra osztották: 
1. Scholae: a császár személyes testőrséget, akikkel I. Constantinus váltotta fel a praetoriánus gárdát
2. Palatinae: „palotacsapatok”, elit egységek, amiket szintén I. Constantinus hozott létre; ide osztotta be a korábbi testőrséget
3. Comitatenses: a standard, bárhol bevethető egységek; volt amelyet újonnan hoztak létre, mások a korábbi légióktól származtak
4. Pseudocomitatenses: olyan limitanei egységek, amelyeket a mobil légiókhoz osztottak be és akár hosszú ideig ott maradtak. A kora császárkori légiók egy részét is ebbe a kategóriába sorolták.

Ezekbe az egységekbe 300–2000 katona tartozott és sok esetben megtartották a korábbi számozási rendszert. A korszak légióinak fő adatforrása a 4. századi Notitia Dignitatum, amely felsorolja a Nyugat- és Keletrómai Birodalom katonai és polgári hivatalait.
- Legio I
  - I Armeniaca
  - I Flavia Constantia („Flavius megbízható légiója”): comitatensis alakulat, parancsnoka a Magister militum per Orientis
  - I Flavia Gallicana Constantia („Flavius megbízható galliai légiója”): pseudocomitatensis egység, parancsnoka a Magister Peditum per Gallias
  - I Flavia Martis („Flavius Mars-tisztelő légiója”): pseudocomitatensis
  - I Flavia Pacis („Flavius békelégiója”): comitatensis egység, parancsnoka a Magister Peditum
  - I Flavia Theodosiana: comitatensis
  - I Illyricorum („Illíriai”): Palmyrában állomásozott
  - I Iovia („Jupiter-tisztelő”): Diocletianus alapította, Scythia Minorban állomásozott
  - I Isaura Sagittaria („isaurai íjász légió”): pseudocomitatensis, parancsnoka a Magister militum per Orientis
  - I Iulia Alpina: pseudocomitatensis, parancsnoka az itáliai Magister Peditum
  - I Martia, feltehetően a mai Kaiseraugst mellett állomásozott
  - I Maximiana Thaebanorum („Maximianus thébai légiója”): comitatensis, az egyiptomi Théba mellett, feltehetően részt vettek a hadrianopolisi csatában
  - I Noricorum („Noricumi”): Noricumban állomásozott
  - I Pontica
- Legio II
  - II Armeniaca
  - II Britannica: comitatensis, parancsnoka a Magister Peditum
  - II Flavia Constantia: comitatensis, parancsnoka a Magister Peditum
  - II Flavia Virtutis: comitatensis, parancsnoka a Magister Peditum
  - II Herculia („Hercules-tisztelő”): Diocletianus alapította, Scythia Minorban állomásozott
  - II Isaura
  - II Iulia Alpina: pseudocomitatensis, parancsnoka a Magister Peditum
  - II Felix Valentis Thebaeorum: comitatensis
- Legio III
  - III Diocletiana
  - III Flavia Salutis: comitatensis, parancsnoka a Magister Peditum
  - III Herculea: comitatensis, parancsnoka a Comes Illyricum
  - III Isaura
  - III Iulia Alpina: comitatensis, parancsnoka az itáliai Magister Peditum
- Legio IV
  - IV Italica
  - IV Martia
  - IV Parthica
- Legio V
  - V Iovia
  - V Parthica
- Legio VI
  - VI Gemella
  - VI Gallicana
  - VI Herculia
  - VI Hispana
  - VI Parthica
- Legio XII
  - XII Victrix

## Fordítás
- Ez a szócikk részben vagy egészben  a   List of Roman legions című angol Wikipédia-szócikk ezen változatának fordításán alapul.  Az eredeti cikk szerkesztőit annak laptörténete sorolja fel. Ez a jelzés csupán a megfogalmazás eredetét és a szerzői jogokat jelzi, nem szolgál a cikkben szereplő információk forrásmegjelöléseként.